# 애니 레온하트
애니 레온하트(독일어: Annie Leonhart 애니 레온하트[*], 일본어: アニー・レオンハート Annie Leonhart, 아니 레온하토[*], 영어: Annie Leonhart)는 만화 《 진격의 거인 》의 등장인물이다. 834년 3월 22일 마레 제국 레벨리오 수용구 출신으로 유년 시절부터 전사가 되기 위한 훈련을 받아 여성형 거인의 전사가 되었으며, 그녀가 11살이었던 845년 때 파라디섬의 왕이 갖고 있는 시조의 거인을 탈환하라는 임무를 받고 베르톨트 후버, 라이너 브라운 셋이서 월 마리아 시간시나구를 함락시켰다.

## 캐릭터성 및 사상
매사에 표정 하나 바뀌지 않는 냉정침착하고 쿨시크한 성격과 강한 결단력, 철두철미한 행동력의 병사이다. 임무를 빠르게 해결하고, 목표를 효율적으로 획득하기 위해 불필요한 행동은 거르는 엄격한 원리원칙주의를 고수한다.
차갑고 냉정하며 자신의 보신만을 중시하는 듯 보이지만 사실은 다른 소년들과 다름 없이 정을 갈구하는 여리고 따뜻한 면을 갖고 있어 외강내유로 해석할 여지가 풍부한 복합적인 인물이다. 서브컬처 용어를 빌리자면 쿨뷰티, 쿨데레 속성을 현실적으로 구현시킨 캐릭터이다. 인간관계에서는 늘 고립되어 있으며 동료를 비롯해 타인들과 얽히지 않으려고 혼자서 움직이는 걸 선호한다. 사명감은 굉장히 강해서 모든 것을 버려갈 각오까지 하면서 사명을 이루려고 한다.

## 능력

### 전투력

#### 대인 격투기
104기 훈련병단을 우수한 성적으로 졸업한 상위 10위 멤버들 중 공식 능력치에서 격투술 점수가 미카사와 더불어서 유일하게 10점 만점이다. 어려서부터 부친의 혹독한 훈련으로 다져진 굉장한 격투기 실력을 갖춘 MMA 플레이어로 유술에 한해서는 진격의 거인 세계관에서 최상위권의 기술적 역량을 자랑한다. 복싱처럼 체구와 파워로 밀고 들어가는 타격기보다 153cm의 체구와 유연한 운동 능력을 활용해 엎어치기나 메치기와 같은 고도의 유술 테크닉으로 더 큰 충격으로 강한 상대를 압도하는 최고의 테크니션이라 할 수 있다. 마레 제국에서 전사 훈련을 받았을 때 격투술 부문에서도 1등을 거머쥐어 여성형 거인의 전사로 뽑혔고, 104기 훈련병단을 4위 성적으로 졸업한 최상위권 우등생이 될 수 있었다. 체구와 근력은 떨어지지만 매우 뛰어난 테크닉을 바탕으로 최상의 범용성이 장점인 여성형 거인.

## 외형
153cm의 단신의 키에 54kg의 정상 이상의 건장하면서 날렵한 근육질 체격을 가진 여성이다. 반쯤 감은 벽안에 연노란색 금발의 장발, 하얀 백인의 피부를 한 전형적인 서구형 미인의 외모를 하고 있다. 라이너 브라운과 엘런 예거처럼 '유미르의 백성' 출신 에르디아인의 특징인 매부리코를 가지고 있다. 원작이 아니라 1기 애니메이션에서는 에피소드마다 미카사 아커만처럼 립스틱이 칠해졌다. 원작을 자체 패러디한 스핀오프인 <진격! 거인중학교> 애니메이션판에서는 매부리코가 없어지고 일반적인 작은 구멍 코로 바뀌었다. 전작은 원작의 설정을 어기고(훈련병단에선 여자와 남자 병사 모두 화장이 금지되어 있다.) 립스틱을 추가해서 미모가 퇴색된 감이 있다고 혹평하는 팬들도 있었다.
뭐든지 혼자를 고수하는 고독하고 쿨시크한 마이웨이(My way) 스타일과 맞물려 더욱 위압적이고 카리스마 넘치는 인상을 풍긴다. 외모는 작중에서 공식 미소녀이다. 어릴 때부터 짝사랑해온 베르톨트 후버를 포함한 여러 병사들이 흠모했을 정도의 상당한 미모를 지녔으며, 외적으로 봐도 쿨하고 시크한 미형에 속한다. 도도한 미가 부각되는 애니의 미모와 분위기 있어보이는 모습에 반해버려 입덕하거나 팬이 된 사람이 많다. 본인은 "난 남자들을 자빠트릴 만한 매력이 없어."라고 생각한다.

## 작중 행적
애니 레온하트는 제 57회 방벽 외부 조사 당시 조사병단을 습격한 여성형 거인의 계승자이다. 마레 육군 전사대의 여섯 전사들 중 한 명이며, 갑옷 거인, 초대형 거인, 턱 거인 그리고 후에 참여하는 짐승 거인, 차력 거인과 똑같이 '시조의 거인 탈환 임무'를 받고 벽 안에 잠입한 스파이이다.
스토리가 진행되면서 '벽 안의 누군가'로 추정되던 여성형 거인의 격투기, 특히 발차기에 능한 게 애니와 비슷했기 때문에 팬들 사이에선 애니가 여성형 거인이 아닐까 하는 흑막설이 있었다. 또 동시에 애니와 여성형 거인의 얼굴이 무척 닮았다는 점도 근거로 꼽혔었고, 실제로 여성형 거인의 정체는 애니로 밝혀졌다.
아르민이 애니를 의심하게 된 이유는 여성형 거인이 자신과 엘런의 얼굴을 안다는 것, 그리고 훈련소에서 엘런의 별명이었던 '죽고 싶어 안달 난 녀석'이라는 별명을 알아들은 것 두 가지 때문이다. 거기에 애니가 실험체 거인 2구가 피살된 이후 입체기동장치를 검사받을 때 자신의 것이 아닌 첫 교전 때 죽은 마르코 보트의 것을 내놓은 것이 꼬리가 잡힌 결정적 이유이다. 아르민은 마르코와 같이 점검하면서 마르코의 입체기동장치에 흠이라든가 파손상황을 다 기억하고 있었고, 그것 때문에 애니가 내놓은 입체기동장치가 죽은 마르코의 것이라는 걸 알았다. 게다가 미카사가 애니랑 여성형의 얼굴이 닮았다고 증언하고, 분위기가 애니는 거인이라고 확신하는 쪽으로 가자 엘런이 "그런 것들은 이유가 안 된다!"고 반박한다. 그러나 결국 애니를 포획한 후 애니가 여성형이 아니었으면 사과할테니 일단은 잡자는 쪽으로 결정돼서 포획 작전을 계획한다.
31화에서 아르민이 애니를 포획하기 위한 책략을 내놔 조사병단은 그 작전을 감행한다. 작전의 요지는 '엘런이 중앙부로 잡혀가게 생겼으니 헌병단인 네가 좀 도와줘'라고 속여 애니를 지하실로 유도한 후 체포하는 것이다. 사실 애니는 처음부터 자신을 함정에 빠뜨리기 위한 아르민의 거짓말을 눈치채고 있었다. 아르민이 애니에게 엘런의 도주를 위해 도움을 청하는 것부터 반지를 끼는 것에 복선이 숨겨져있다. 아르민을 애니를 지하로 유인하는데 애니가 거인이라면 행동의 제한이 생기는 지하로는 가지않을 것이기 때문에 애니가 지하로 들어가는 것만으로 애니가 거인이 아니란 걸 증명할 수 있기 때문이다. 그러나 애니는 결국 지하로 들어가는 걸 거절했다.
지하는 무섭다면서 둘러말하지만 아르민이 왜 그때 자기를 죽이지 않은 거냐고 묻자 "글쎄.." 라 하면서 결국 자신이 거인임을 밝힌다. 그러고선 "나는 전사가 되지 못했어."고 중얼거리고는 아르민에게 "넌 도박에서 이겼어. 하지만 내 도박은 지금부터야." 라고 말하며 거인으로 변하려고 손을 깨물려고 하지만 그 순간 아르민이 음향탄을 쏴 매복해있던 사람들이 튀어나와선 애니의 온몸을 못 움직이게 포박되고 재갈이 물린다. 그때 반지에 숨겨둔 칼날로 손에 상처를 입히고는 거인화한다.
이후 지하 통로를 밟아부숴서 도망친 엘런 일행의 퇴로를 차단하고 엘런을 잡으려 하지만, 엘런을 지키려는 미카사와 아르민의 결단으로 마음을 굳혀 거인화에 성공한 엘런과 2차전을 벌인다. 이윽고 엘런의 진격의 거인의 머리를 경질화를 접목한 발차기로 반쯤 날려 쓰려뜨리고 벽을 넘어서 도주하려 하나, 아르민의 기지로 엘런에 의해 위로 던져올려진 미카사에게 손가락이 잘려 추락, 밑에서 대기하고 있던 조사병단과 엘런에 의해 거인의 신체가 처참하게 파괴당하며 포획된다. 그리고 미카사는 그 과정에서 파손된 벽 안의 비밀과 마주하게 된다.
몇년 뒤,여전히 수정체에 둘러싸여 잠들어 있었다. 수정체 속에 눈을 감고 있는 채였던 그의 수정체를 앞에 두고 아르민은 처음으로 바다에 도달하고 얻은 소라를 만지작거리며 말을 거는데 이 날은 아르민이 마레와의 전쟁에서 다른 동료들과 함께 파라디섬으로 귀국한 날이었다. 아르민은 시간시나구가 함락당한 '그 날'을 언급하면서 현재 파라디섬이 처한 상황 그리고 자신의 이야기를 꺼낸다. 한때 마레와 전 세계의 화합을 평화적으로 이룩하고 싶어 했었는데, 엘런의 반발과 독단에 강요되어 너희 셋이 그랬던 대로 자신들도 살아가기 위해 애니의 고향인 마레에 들어 가서 수많은 피를 흘러 내야 했었음을 토로한다. 모두가 그토록 꿈꿔 왔던 화평의 모색은 이제 무효가 되었고 다가오는 전쟁을 피할 수 없게 되었다는 씁쓸한 결말을 고뇌와 한탄이 깃든 목소리로 고백한다. 만일 너였다면 어떤 해답을 내렸을 거냐, 뭐든지 좋으니까 답해 달라는 질문으로 106화를 마무리짓는데, 깨어날 기색 없이 곤히 잠들어 있는 애니는 역시 아무런 대답이 없었다.
110화에서도 수정체 안에 들어 있는 채로 등장한다. 아르민은 때때로 애니가 있는 지하로 내려가면서 수정 속에 잠든 애니를 보러 가는데 수정체에 접촉하려는 태도가 헤어진 연인을 대하려는 태도로 보일 정도로 심상치 않다. 아무도 안 보는 사이에 수정체를 만지려는 순간 자신이 외로울까 봐 직접 보러 온 친구이자 스토헤스구 재직 시절부터 알고 지내온 룸메이트였던 사령부의 베테랑 헌병 히치 도리스에게 수정체를 만지는 건 엄연한 금지라며 제지당한다. 미처 당황한 아르민은 부디 입장 금지만큼은 하지 말아 달라고 사정하지만 히치는 무어라 책망하기는커녕 남자 특유의 본능적인 관심이라 애니가 갖고 있는 정보가 궁금하는 건 당연한 수순이라며 넘어가 준다. 무엇보다 지하실에서 홀로 보관되어 있는데 누군가가 와서 외로움을 달래 줘야 하지 않겠냐고 애니를 두고 "쿨쿨 자기만 하는데 인기 되게 많네."라고 쓸쓸한 말 한 마디를 남긴다. 히치는 애니가 마레의 적병인 여성형 거인이라는 진실을 알고서도 그녀를 향한 우정은 하나도 식지 않은 채 그녀를 만나려고 자주 지하실로 내려 오는 모양이다. 파라디 섬에서 그를 인간적으로 이해해 주는 유일한 친구가 되었다는 의미로도 볼 수 있다.
124화에서 시조가 된 엘런이 경질화를 풀어서 그동안 경질화에 갇혀있던 애니도 마침내 풀려났다. 엘런이 시조의 힘으로 전 세계의 모든 엘디아인을 길의 공간으로 모아서 자신이 세계를 멸망시킬 것이라고 연설한 이 상황을 애니가 조금이나마 이해하고 움직일 것인지가 관건이다.
애니가 기억하는 마지막 기억은 엘런과 싸운 일일 텐데 상황 판단을 하기도 힘들지 않나 하는 추측이 나왔지만 125화에서 4년 동안 의식이 있는 채로 히치와 아르민의 말을 전부 듣고 있었다는 사실이 밝혀진다. 이후 엘런이 세계를 멸망시키려고 한다는 것이 정말인지 의심하는 모습으로 잠깐 지나가더니 마레 군인으로서 세상을 구한다는 명목으로 교육을 받아왔지만 실은 그런 것은 다 상관없었고 오로지 아버지에게 돌아가고 싶다는 목적으로 살아왔다고 털어놓는다.
원작 126화에서 히치를 따라 거리에서 파이를 먹다가, 히치가 새 파이를 가지러 가러 자리를 비운 사이 옆에 우연히 앉은 아르민과 코니, 팔코와 가비 일행이 자신의 이야기를 하는 것을 듣고 그만 뿜어버리고 코니에게 4년치 파이를 한꺼번에 욱여넣는다며 비웃음 당하고 엘런을 막고자 하는 그들과 협력하여 히치에게는 4년 간 말 걸어줘서 고맙다는 쪽지를 남긴 채로 그들을 따라 나선다. 수레에 타는 준비를 하던 중 건물에서 자신들을 바라보는 누군가의 시선을 느끼게 된다. 라이너를 찾은 후에는 그를 걷어차서 깨운다.
원작 127화에서 양측 주요 인물들이 한 자리에 모여 저녁 식사를 가진다. 앞으로의 계획을 의논하려하나 의견 차이와 갈등으로 대립각이 팽팽해진다. 미카사에게 엘런을 죽일 각오가 되어있느냐 물어, 당연히 공격당할 위기에 처하고 본인도 거인화 준비를 하는 듯 했으나 오히려 협상을 바란다는 태도를 내비치며 스스로 중재한다. 이후 옐레나가 마르코를 죽인 사람이 누군지 궁금하냐고 장에게 물을 때 자신이 죽였다고 고백하지만 라이너가 이를 커버를 치고 대신 장에게 맞는다. 이후 쓰러진 라이너를 걱정스러운 듯 찾아본다. 그리고 다음날, 장이 라이너에게 '너한테는 사과하지 않는다. 용서도 하지 않을 거다.'라고 말하는 것을 옆에서 듣고선 '나는?' 이라고 물어본다.
원작 128화에서는 다 함께 항구로 가지만 이미 항구는 예거파에게 점거당해 있었고 아르민의 작전도 실패로 돌아가 전투 태세를 취하기 위해 거인으로 변한다. 이후 라이너랑 둘이서 예거파를 제지한다.
원작 129화에서는 초반에는 선전했지만 압도적으로 조사병단 병사를 발라버렸던 4년 전과는 다르게 뇌창 때문에 속수무책으로 털리게 된다. 이 와중에 라이너가 또 한번 지켜주지만 결국 같이 머리가 터져나가, 빈사 상태가 되어 쓰러진다. 그리고 뇌창으로 죽기 직전까지 몰리지만 코니가 무쌍을 펼치며 구해준다. 그리고 팔코 그라이스가 턱 거인으로 거인화하여 그 사이에 빠져나가고 미카사에게 부축받으며 배로 간다.
원작 130화에서 레벨리오 수용구를 구할 방법이 없다는 사실에 절망하여 다른 이들과 달리 아예 싸울 의지조차 잃어버리며 배에서 내리겠다고 말한다.
원작 131화에선 아르민과 단 둘이서 대화를 하게 되는데, 아르민에게 몇 년이나 수정 안에 있던 그녀에게 말을 걸어줘서 고맙다고 하면서도 왜 맞장구도 안 쳐주는 바위 상대로 이야기를 한거냐고 묻는다. 이에 아르민은 홍조를 띄며 애니를 보고 싶어서라고 말하며 사실상 고백을 하고, 애니도 부끄러워하며 홍조를 띄운다. 그러나 곧바로 아르민이 좋은 사람이라 나같은 적에게도 말을 걸어주고, 엘런과의 대화도 포기하지 않는 거라고 하면서 아르민의 감정을 부정하려 하고 떠나려고 했지만 아르민이 그녀를 다시 붙잡는다. 그리고 아르민이 에렌과 꿈꿨던 미지의 세계는 자기의 생각보단 많이 달랐지만 여전히 저 벽 저편이 무언가가 있을 것이라 믿고 싶다는 아르민의 말을 들어준다.
이후 132화에서 라이너, 피크에게 배웅을 받는데 이때 라이너가 애니에게 과거에 시조 탈환 작전을 강행했던 점을 사과한다. 이에 애니는 몇 번이나 죽이려다 말았는지 모르겠다며 응수하지만 그 뒤 라이너와 포옹하는 것으로 봐서 지난 앙금을 어느 정도 해소한 듯 하다.
이후 배를 타고 팔코, 가비와 함께 히즐국으로 가다가 팔코가 짐승 거인의 기억 일부를 봤다는 것과 더 이상 후회는 하고 싶지 않다는 키요미의 말을 듣고 뭔가를 결심하며 135화에서 시조의 거인과 싸우다가 위기에 처한 일행을 시조새의 형태를 한 턱 거인이 된 팔코, 가비와 함께 구조하는데 성공한다.
136화에서 엘런을 죽이자는 주변의 여론에 충격을 받은 미카사에게 "너는 아르민을 구출하는 데 집중해 그외에는 신경쓰지 않아도 되니까"라며 그녀를 추스린다. 미카사, 코니와 함께 아르민의 구출을 맡으며 격투술을 이용하여 거인들을 때려눕히고, 선대 갑옷거인에게 죽을 뻔한 미카사를 구해준다. 단 거인들의 수가 너무 많아 일행들과 함께 서서히 밀리기 시작한다.
137화에서 결국 숫자에 밀려 당할 위기에 처하지만 지크와 아르민의 활약으로 인해 아군이 된 베르톨트의 초대형 거인이 구해준다. 이후 오가피 형태의 거인이 아르민을 뱉어내자 아르민을 받아준다. 그리고 모두와 같이 팔코의 턱 거인의 등 위에서 아르민이 대폭발을 시전하는 걸 지켜본다.
138화에서는 아버지인 레온하트 씨와 만나지만 라가코 마을과 같은 연기를 마시고 아버지가 무지성 거인이 되는 걸 보고 거인화를 하여 싸운다.